# Navadna ivanjščica
Navadna ivanjščica (znanstveno ime Leucanthemum ircutianum) je vrsta zelnate trajnice iz družine nebinovk (Asteraceae), ki raste v evrazijskih deželah in Severni Ameriki. Enako slovensko ime nosi tudi druga (precej podobna) vrsta, L. vulgare.

## Taksonomija
S tem vrstnim imenom je rastlino prvi opisal švicarski botanik Augustin Pyramus de Candolle leta 1838.
Taksonomija te vrste in sorodnih taksonov je precej zapletena; trenutno so poznane tri podvrste:
- Leucanthemum ircutianum subsp. asperulum (N.Terracc.) Vogt & Greuter
- Leucanthemum ircutianum subsp. ircutianum
- Leucanthemum ircutianum subsp. leucolepis (Briq. & Cavill.) Vogt & Greuter

Nekateri avtorji navajajo dve dodatni podvrsti:
- Leucanthemum ircutianum subsp. cantabricum (Sennen) Vogt
- Leucanthemum ircutianum subsp. crassifolium (Lange) Vogt

## Opis
Ta pokončna zelnata trajnica lahko doseže od 20 do 80 centimetrov višine. Njeno steblo je robato in čvrsto, pokrito s kratkimi trihomi, rastlina pa se le poredkoma razrašča. Premenjalno nameščeni listi so enostavni, sedeči (brez listnega peclja), nazobčani ali plitvo krpati, medtem ko je njihova oblika bodisi suličasta bodisi lopatičasta. Prilistov ni.
Kot je značilnost drugih vrst družine nebinovk, ima tudi navadna ivanjščica cvetove združene v tako imenovani košek (psevdantij), pri čemer zunanji krog sestavljajo številni belkasti jezičasti cvetovi, medtem ko notranji predel sestoji iz majhnih rumenkastih diskasto oblikovanih cvetov. Podporni listi so prisotni; socvetje obdajajo suličasto oblikovani ovojkovi listi. Čaša je preobražena v kodeljico.
Ta vrsta ima tako imenovano podraslo plodnico. Seme je zaprto v rjavkast suhi plod, ki se mu reče rožka. Navadna ivanjščica je žužkocvetna (entomofilna) vrsta, ki s svojimi dobro opaznimi in velikimi socvetji privablja razne žuželčje opraševalce. Ta ivanjščica cveti med majem in oktobrom.

### Podobne vrste
Že omenjena istoimenska navadna ivanjščica (L. vulgare) močno spominja na obravnavano vrsto. Poleg nekaterih morfoloških (npr. velikost, pelod) in ekoloških razlik (čas cvetenja, habitatni tipi) se vrsti razlikujeta tudi po svojem genomu, saj je L. ircutianum tetraploidna in L. vulgare diploidna rastlina. Vrsti imata podobno območje razširjenosti v Evropi, medtem ko je L. vulgare nekoliko bolj razširjena v Severni Ameriki. V Kanadi rasteta oba taksona, a se L. ircutianum pojavlja predvsem v vzhodnih delih te države.

## Razširjenost in habitat
Navadna ivanjščica je rastlina Evrazije (predvsem Evrope, pa tudi nekaterih predelov Azije) in Severne Amerike. V Evropi se pojavlja v Nemčiji, Franciji, nekdanji SZ, Španiji in Italiji, pa tudi Albaniji, Avstriji, Baltskih državah, Belgiji, Bolgariji, Finski, Britaniji, Portugalski, Romuniji, Sardiniji, Siciliji, Švedski, Švici in državah nekdanje Jugoslavije. V Ameriki jo je moč najti tako v ZDA kot tudi Kanadi.
Ta vrsta nebinovke raste v raznolikih habitatih, ki vključujejo tudi nekaj antropološko spremenjenih urbanih področij. Pogosto je vrsto moč najti na travnikih, gozdnih robovih, obpotjih in obcestnih rastiščih, pa tudi drugih priložnostnih ruderalnih površinah. Ekološko gledano je navadna ivanjščica hemikriptofit.